# ديفيد كيفر
ديفيد كيفر (بالإنجليزية: David Kiefer)‏ هو مدرب كرة سلة أمريكي، ولد في 1984 في سانت بيترسبرغ في الولايات المتحدة.